# Fumaria ajmasiana
Fumaria ajmasiana là một loài thực vật có hoa trong họ Anh túc. Loài này được Pau & Font Quer mô tả khoa học đầu tiên năm 1928 publ. 1929.